# Ador
Ador là một đô thị ở comarca Safor cộng đồng Valencia, Tây Ban Nha. Đô thị này có diện tích 13,81 km², dân số thời điểm năm 2006 là 1398 người.